# Arhopala normani
Arhopala normani är en fjärilsart som beskrevs av John Nevill Eliot 1972. Arhopala normani ingår i släktet Arhopala och familjen juvelvingar. Inga underarter finns listade i Catalogue of Life.

## Bildgalleri

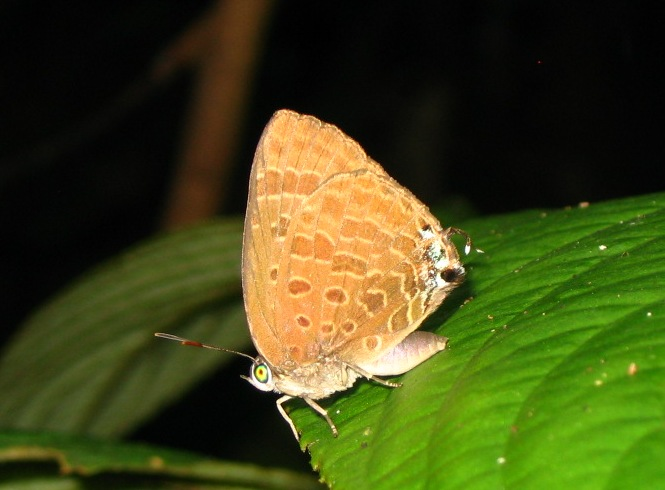
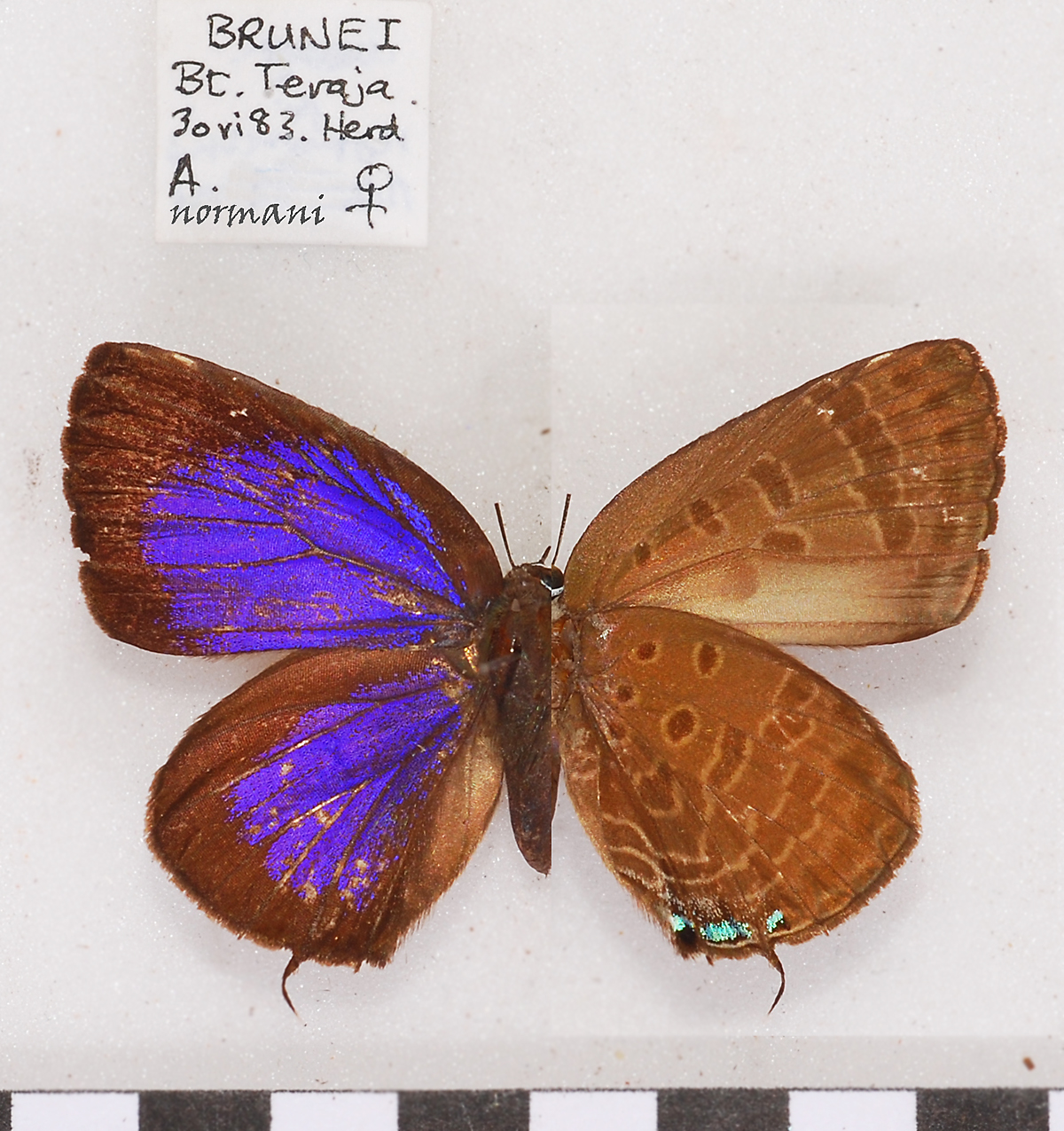